# Sentiment antijaponais en Chine
 (4 juillet 2023).
Le contenu est difficilement compréhensible vu les erreurs de traduction, qui sont peut-être dues à l'utilisation d'un logiciel de traduction automatique.

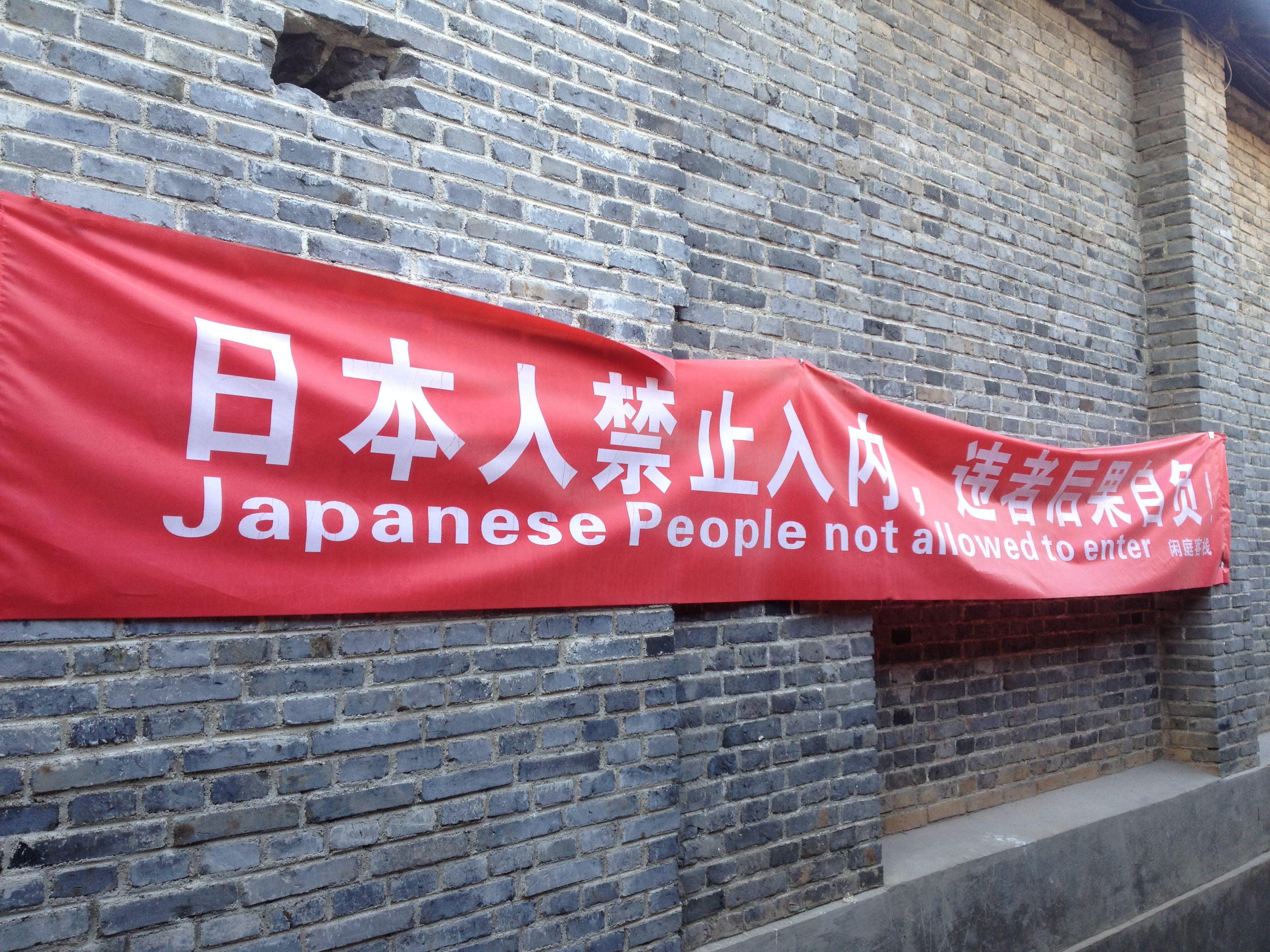
Bannière anti-japonaise à Lijiang, Yunnan 2013. Le texte en chinois dit « Les japonais ne sont pas autorisés à entrer, vous désobéissez à vos propres risques ».

Le sentiment anti-japonais en Chine, qui est parmi les plus forts dans le monde, a des racines modernes (post-1868). Ce sentiment est souvent enraciné dans des conflits historiques ou nationalistes, en particulier par rapport à la controverse des manuels d'histoire japonais. 
Le Japon moderne s'est emparé de concessions dans différentes zones de Chine vers la fin de la dynastie Qing. L'insatisfaction résultant de cette installation et des « Vingt et une demandes » par le gouvernement japonais a conduit à de graves opérations de boycott des produits japonais. L'amertume persiste en Chine relativement aux atrocités de la seconde guerre sino-japonaise et aux actions d'après guerre du Japon. Ce sentiment peut aussi être, au moins dans une certaine mesure, influencé par les questions raciales liées à la présence de Chinois au Japon (en). 
Selon un sondage en 2014 de la BBC World Service, les Chinois dans leur ensemble observent le plus grand sentiment anti-japonais dans le monde, avec une proportion étonnante de 90 % de la population chinoise qui considèrent négativement l'influence du Japon et seulement 5 % exprimant une opinion positive. Le sentiment anti-japonais en Chine est à son plus haut en 2014 depuis que le premier sondage a été réalisé en 2006 et en hausse de 16 % par rapport à ce qu'il était l'année précédente.

## Effets de la Seconde Guerre mondiale
La plupart des raisons du sentiment anti-japonais en Chine peuvent être directement attribuées à la seconde guerre sino-japonaise qui était le premier théâtre de la Seconde Guerre mondiale. En conséquence de la guerre, la Chine a perdu de 7 à 16 millions de morts parmi les civils et 3 millions de victimes militaires,. En outre, la guerre a provoqué quelque 383 millions de $ de dommages et créé 95 millions de réfugiés. La Mandchourie est passée sous contrôle japonais en 1931 en tant qu'État dénommé Mandchoukuo. Par la suite, beaucoup de grandes villes dont Nanjing, Shanghai et Beijing ont été occupées par les Japonais à partir de 1937. Parmi les atrocités figure le massacre de Nankin. En Mandchourie, l'Unité 731, unité médicale de l'armée japonaise qui se livrait à des recherches sur les armes biologiques, a utilisé des civils chinois comme cobayes, appelés « rondins » humains dans les revues médicales. Des femmes de nombreux pays asiatiques, dont la Chine, ont été contraintes de servir comme prostituées dans des bordels militaires (souvent désignées comme « femmes de réconfort ») sous l'occupation japonaise.

## Question d'après-guerre
Il existe un profond ressentiment relatif à la vénération des anciens combattants de guerre japonais au Yasukuni-jinja où un certain nombre de criminels de guerre sont consacrés, traités comme des kami ou importants esprits, et le fait que le sanctuaire affirme ouvertement que le but de l'engagement militaire japonais en Asie était d'apporter prospérité et liberté aux Asiatiques. Cette situation est exacerbée par les tentatives de blanchir le rôle du Japon dans la guerre par certains manuels scolaires d'histoire, en assouplissant par exemple certaines déclarations et en en supprimant d'autres. Que certains médias populaires tels que des bandes dessinées, des livres, des films ou des documentaires illustrant l'implication du Japon dans des atrocités sont retirés en raison de sentiments nationalistes ou populaires contribue encore plus à cette image. À titre d'exemples, les critiques soulignent le retrait de l'ouvrage Le Viol de Nankin d'Iris Chang des programmes de publication et la censure de scènes du massacre de Nankin à la sortie en salles de cinéma japonaises du film Le Dernier Empereur. 
La Chine a refusé les indemnités de guerre du Japon dans le communiqué commun du gouvernement du Japon et du gouvernement de la République populaire de Chine de 1972 et le Japon a offert une APD (aide publique au développement) s'élevant à 3 milliards de milliards de yens (30 milliards de $, dont 90 % sous forme de prêts à faible intérêt). Au Japon, cela a été perçu comme un moyen de faire amende honorable vis-à-vis de la Chine pour l'agression militaire passée. Selon les estimations, le Japon représente plus de 60 % de l'APD reçue de la Chine. Environ 25 % du financement de tous les projets d'infrastructure de la Chine entre 1994 et 1998 - dont les routes, les voies ferrées, les systèmes de télécommunications et les ports - proviennent du Japon.
L'aide japonaise à la Chine a rarement été formellement rendue publique au peuple chinois par le gouvernement chinois, jusqu'à ce que le Japon annonce qu'il devait être mis fin à l'aide. Celle-ci a finalement été reconnue publiquement par le premier ministre chinois Wen Jiabao lors de son voyage d'avril 2007 au Japon
Un certain nombre de Chinois soupçonnent que les États-Unis, le Japon et Taiwan tentent de contenir la Chine. Le récent débat au Japon visant à réviser l'Article 9 de la constitution japonaise, la clause « Pas de guerre », est considéré avec suspicion comme indicateur d'une éventuelle remilitarisation. Le sentiment anti-japonais en Chine est également avivé par la qualification de plusieurs politiciens taïwanais importants (en particulier ceux qui prônent l'indépendance de Taïwan) comme des « chiens courant japonais » par les médias d'État.

## Problèmes contemporains

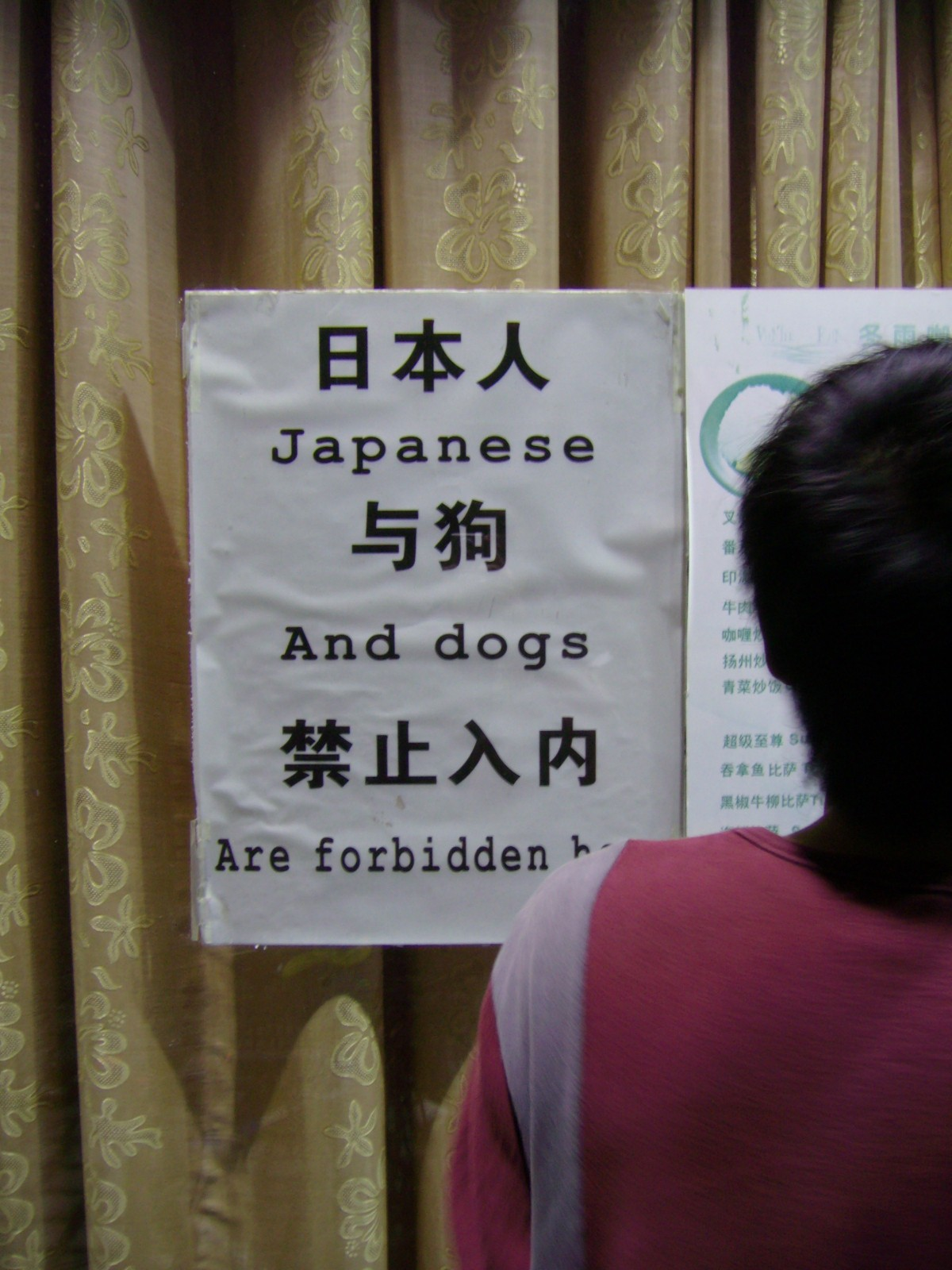
Placard dans un restaurant de Guangzhou : « Les Japonais et les chiens sont interdits ici ». L'expression fait allusion à une affiche dans la concession internationale de Shanghai, qui portait l'inscription « Les Chinois et les chiens sont interdits ici »

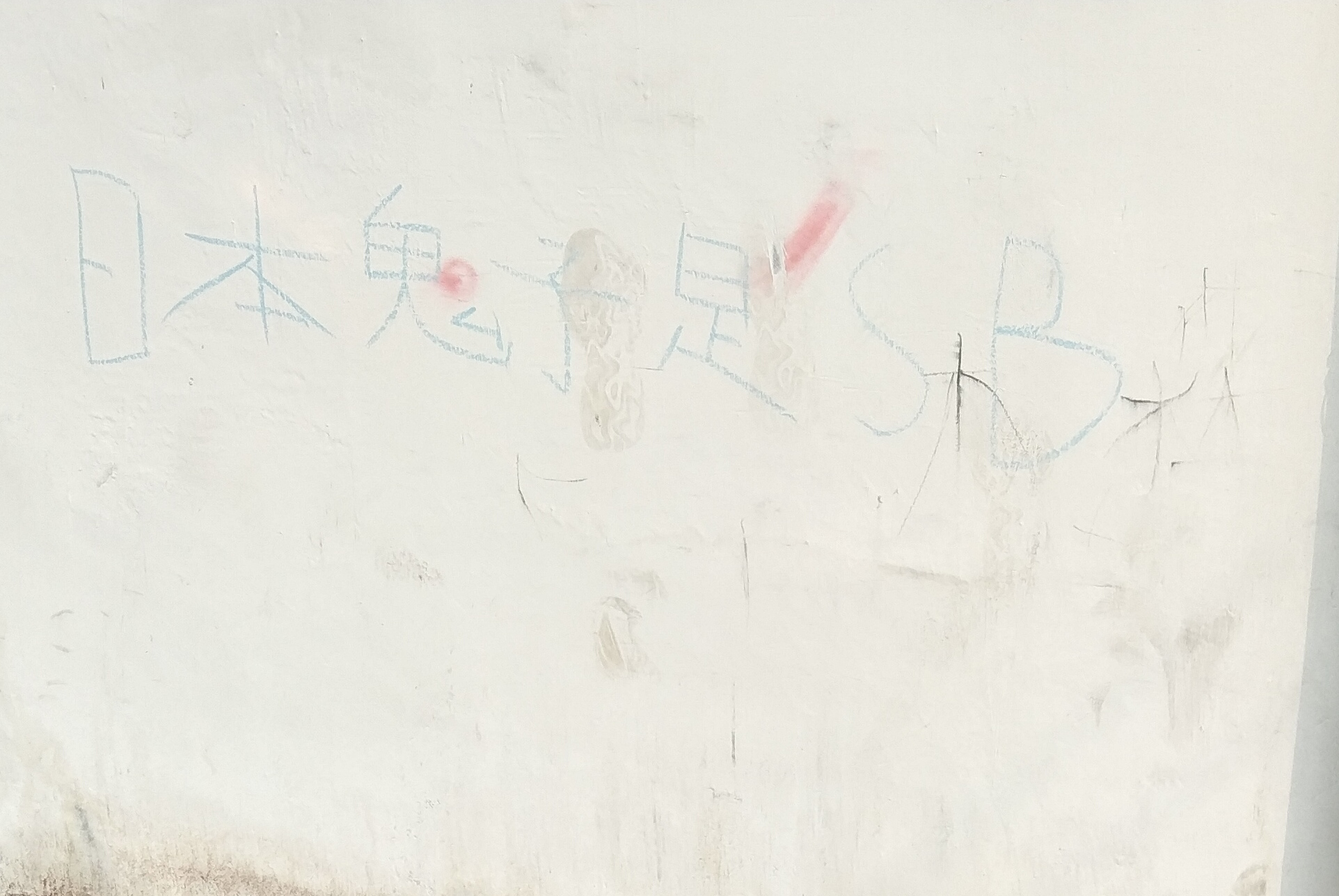
Des slogans anti-japonais peints sur le mur d'une maison à Luoyang, en Chine

Les questions relatives à la Seconde Guerre mondiale continuent de générer du ressentiment en Chine. L'un de ces problèmes a trait à l'élimination par les japonais des armes chimiques laissées en Chine par les troupes japonaises à la fin de la guerre. La Convention sur l'interdiction des armes chimiques (CAC), entrée en vigueur en avril 1997 et le Mémorandum sur la destruction des armes chimiques japonaises abandonnées en Chine, signé le 30 juillet 1999, demandaient au Japon se débarrasser des quelque 700,000 armes chimiques abandonnées (estimation japonaise), mais le Japon n'a pas pu terminer les travaux à temps et a demandé une prolongation de cinq ans,.
Les plaignants chinois qui poursuivent le gouvernement japonais relativement à des accidents causés par la mise au jour de gaz toxiques ont des difficultés à obtenir satisfaction auprès des tribunaux japonais. 43 personnes blessées dans un accident en 2003 et cinq parents d'une victime n'ont jusqu'à présent pas réussi dans leur demande d'1.43 milliard de yen (11.8 million de $, 9.1 million d'€) non plus que pour les frais médicaux et les pertes de revenu dus à des problèmes de santé. Ces questions continuent à causer des sentiments négatifs.
Le 13 mars 2007, la Haute Cour de Tokyo a confirmé la décision d'une juridiction inférieure et rejeté les demandes d'indemnisation de quatre Chinois blessés et de la famille d'un mort à la suite de l'exposition à des armes chimiques abandonnées par le Japon en Chine à la fin de la guerre. Le juge Hiromitsu Okita a déclaré que le gouvernement japonais n'était pas responsable de la mort ou des blessures causées par les armes car il (le gouvernement) ne pouvait pas avoir effectué une recherche appropriée pour des armes dans un autre pays. Les plaignants avaient demandé un montant total de 80 millions de ¥ au gouvernement japonais. Le tribunal a déclaré que l'État n'était pas tenu de procéder à une recherche ou à payer des dommages-intérêts «  car il ne peut pas être dit que les défendeurs auraient pu empêcher le résultat » de la mort et des blessures dans l'affaire, selon Japan Times. Au moins 700 000 pièces d'armes chimiques ont été enterrées par le Japon en Chine et les informations relatives aux sites ont été détruites par l'armée japonaise selon le ministère japonais des Affaires étrangères. De telles poursuites avaient été entamées auparavant mais jusqu'à présent les tribunaux japonais ont rejeté la plupart des réclamations déposées par les victimes individuelles de crimes de guerre durant la Seconde Guerre mondiale.
En mars 2007, le Premier ministre japonais Shinzo Abe déclenche une controverse à propos des « femmes de réconfort ». Un groupe d'environ 120 législateurs du parti au pouvoir de M. Abe veut que le premier ministre reviennent sur les excuses officielles. Les législateurs prétendent qu'il n'y a aucune preuve suggérant que l'armée japonaise a été directement impliquée dans la contrainte des femmes. Ils promettent de présenter au gouvernement une pétition la semaine suivante exigeant une réécriture des excuses qu'ils considèrent comme une tache sur l'honneur national du Japon. M. Abe a déclaré aux journalistes dans son bureau de Tokyo qu'il partageait la conviction qu'il n'y avait aucune preuve directe de l'implication de l'armée. « Le fait est qu'il n'y a aucune preuve pour prouver qu'il y a eu contrainte » a-t-il dit selon le LA Times. M. Abe a déclaré que le gouvernement allait coopérer avec une étude qui sera menée par un groupe de députés du Parti libéral-démocrate sceptiques sur les revendications selon lesquelles des milliers de femmes asiatiques ont été forcées de travailler dans des bordels militaires japonais avant et pendant la seconde guerre mondiale selon The Guardian. Après la condamnation de la communauté internationale, M. Abe a présenté des excuses, déclarant : « J'exprime ma sympathie pour les tourments qu'elles ont endurés et présente mes excuses pour la situation dans laquelle elles se sont trouvées », devant la législature lorsqu'il a été interrogé sur ce qu'il dirait aux survivantes âgées du système des « femmes de réconfort ». « En tant que Premier ministre, j'exprime ici mes excuses » selon le LA Times.
Les visites régulières de politiques japonais au Yasukuni-jinja et la récente approbation d'un manuel scolaire qui minimise le massacre de Nankin et le rôle des esclaves sexuelles dans l'Armée impériale japonaise ont encore davantage excité le sentiment chinois. La campagne du Japon pour devenir un membre permanent du Conseil de sécurité des Nations unies a rencontré une vive opposition parmi la population chinoise et les îles Diaoyu / îles Senkaku, actuellement contrôlées et revendiquées par le Japon mais aussi revendiquées à la fois par la RPC et la RDC, points qui continuent d'être une pierre d'achoppement et un foyer symbolique de sentiment anti-japonais en Chine.
L'accroissement du sentiment anti-japonais, aidé par des sites web, a déjà été remarqué par les médias occidentaux au début de 2005. Au printemps 2005, des manifestations anti-japonaises sont organisées par des éléments anti-japonais dans plusieurs villes à travers la Chine. L'Internet, y compris les services de messagerie instantanée, est utilisé pour organiser des groupes de manifestants incitant à participer à des manifestations. Beaucoup appellent à un boycott des produits japonais. À l'extérieur de la Chine, ces manifestations sont considérées avec cynisme, en partie parce que les autorités chinoises ne permettent généralement pas de manifestations sans l'approbation du gouvernement. Ces manifestations ont eu pour résultat des excuses du Premier ministre japonais. Les inquiétudes vis-à-vis du sentiment anti-japonais sont censées être derrière la décision des censeurs chinois d'interdire le film Mémoires d'une Geisha le 1er février 2006. Le fait que des actrices chinoises jouent le rôle de geisha, souvent à tort perçues comme des prostituées en Chine, a suscité une vive controverse parmi certains éléments de la population chinoise.
Il existe plusieurs rapports selon lesquels des magasins, des restaurants, des institutions publiques et des hôpitaux en Chine refusent de servir les clients japonais parce que le Japon n'a pas présenté ses excuses pour l'invasion de la Chine,.

### Anti-japonisme lors de manifestations sportives

#### Coupe d'Asie des nations de football 2004
Lors de la Coupe d'Asie des nations de football 2004, championnat de football organisé en Chine, les supporteurs chinois ont hué l'équipe japonaise durant l’exécution de l'hymne national japonais à l'occasion des rencontres des Japonais contre plusieurs pays dont la Chine. À l'exception de la rencontre avec l'équipe de Bahreïn, les supporteurs japonais ont reçu pour instruction de la police locale de ne pas utiliser de « bannières, drapeaux, instruments de musique ou de porter des uniformes de l'équipe » et ont été invités à s'abstenir de se livrer à des manifestations de liesse. Le vol à destination de Pékin, lieu de la finale contre la Chine, a été retardé de deux heures en raison de manifestants chinois à l'Aéroport international de Pékin. Après que le champion en titre, le Japon, a battu l'équipe de Chine en finale par 3-1, une manifestation chinoise a éclaté et la voiture de l'ambassadeur du Japon a été gravement endommagée.

#### Coupe du monde de football féminin 2007
Lors de la dernière rencontre du Groupe A de la Coupe du monde de football féminin 2007 organisée à Hangzhou, des dizaines de milliers de spectateurs chinois présents ont acclamé l'équipe allemande et hué l'équipe japonaise avec véhémence. Le Japon a été défait par l'Allemagne et éliminé du tournoi prématurément. Les joueurs japonais ont plus tard brandi une bannière pour remercier la Chine (Arigato 謝謝 (Xie Xie) la Chine) à la fin de la partie tandis que le public applaudissait en réponse. L'incident a causé une controverse mineure en Chine sur le nationalisme chinois et le sentiment anti-japonais manifestés pendant la rencontre.
La rencontre devait à l'origine se tenir le 18 septembre quand est survenu l'incident de Moukden. En raison de la nature sensible de la date en Chine, elle a été disputée un jour plus tôt.

#### Coupe d'Asie de l'Est de football 2008
Lors de la Coupe d'Asie de l'Est de football 2008, les supporteurs chinois ont de nouveau hué l'équipe japonaise pendant l'exécution de l'hymne national japonais au début de la première rencontre de l'équipe japonaise avec l'équipe de football de la Corée du Nord à Chongqing le 17 février. L'attitude des supporteurs chinois ne s'est pas améliorée malgré les avertissements de la police avant la rencontre. Après la rencontre entre l'équipe japonaise et l'équipe nationale chinoise le 20 février à l'issue de laquelle l'équipe chinoise a été défaite, un petit groupe de supporteurs chinois a brûlé le drapeau national japonais et hué l'équipe japonaise avec le terme péjoratif xiǎo Rìběn (小日本, « malingres Japonais »).

### Conflit territorial des îles Diaoyu/Senkaku
En réponse aux revendications de la Chine sur les îles Senkaku, petit groupe d'îles appartenant au Japon et situé entre Okinawa et Taiwan, des milliers de Chinois ont organisé de grandes manifestations anti-japonaises en Chine en 2010; à plusieurs reprises, des voitures de marque et des entreprises japonaises ont été endommagées. Ces grandes manifestations toujours plus nombreuses sont organisées sur les forums internet.
En 2012, le gouvernement japonais a décidé d'acheter les îles Diaoyu / Senkaku à une famille japonaise. Des émeutes ont éclaté dans la plupart des grandes villes chinoises et des bâtiments d'entreprises appartenant à des Japonais ont été détruits. À Shenzhen, une foule d'émeutiers a essayé de s'emparer d'un bâtiment du gouvernement, exigeant du gouvernement chinois qu'il déclare la guerre au Japon. Plusieurs rapports indiquent que des gens qui utilisaient des produits japonais ont été attaqués en public. Il a été rapporté qu'un homme dans la province de Hainan a été poignardé à mort pour avoir dit que le Japon pouvait gagner si une guerre éclatait entre la Chine et le Japon.

### Éducation anti-japonaise
Dès l'école primaire, des sentiments anti-japonais sont inculqués aux enfants. Des milliers d'enfants par exemple sont amenés au musée de la guerre anti-japonaise à Pékin par leurs écoles élémentaires pour voir les photos des atrocités de la guerre. Après avoir visité le musée, il est observé que la haine du peuple japonais par les enfants est accrue.

### Industrie du cinéma anti-japonais
Le sentiment anti-japonais peut être vu dans les films de guerre anti-japonais actuellement produits et diffusés en Chine. Plus de 200 films anti-japonais sont produits en Chine chaque année. Dans une situation impliquant un film de guerre anti-japonais plus modéré, le gouvernement chinois a interdit le film Devils at the Doorstep (2000) parce qu'il décrivait un soldat japonais se comportant de façon amicale avec des villageois chinois.

## Politique
Certains croient que le sentiment anti-japonais en Chine est en partie le résultat d'une manipulation politique par le parti communiste chinois. Cependant, le gouvernement chinois tente également de temps en temps de refroidir prudemment le mouvement anti-japonais en raison des émeutes anti-japonaises et des attaques qu deviennent de plus en plus habituelles et des signes montrant qu'elles peuvent échapper au contrôle du gouvernement. En 2012, au cours d'une émeute anti-japonais à Shenzhen, la foule a attaqué sans succès un bâtiment administratif du gouvernement de la ville et exigé du gouvernement qu'il déclare la guerre au Japon.
Selon ce point de vue, Mao Zedong et le Parti communiste ont revendiqué la victoire contre les envahisseurs japonais dans le cadre de leur héritage. Initialement, il n'y avait pas besoin de recourir à un sentiment anti-japonais parce que les principaux ennemis du nouveau pays étaient les États-Unis et plus tard l'Union soviétique.
Après l'échec du Grand Bond en avant et l'interruption de la Révolution culturelle, Deng Xiaoping et d'autres dirigeants ont décidé de mettre le pays sur la voie du développement économique basé sur l'économie de marché sans renoncer à l'emprise du parti sur le pouvoir politique. Selon ce point de vue, le gouvernement a eu recours au nationalisme, y compris en faisant appel aux références anti-japonaises du PCC, afin de réaffirmer sa légitimité pour diriger le pays et désamorcer les tensions inévitables qui accompagneraient une croissance économique rapide.
De nos jours, les enquêtes montrent que le sentiment anti-japonais en Chine est plus élevé chez la génération actuelle que chez les Chinois qui ont effectivement vécu l'occupation de la seconde guerre sino-japonaise.